# Òpera d'Oslo
L'Òpera d'Oslo (en noruec Operahuset) és la llar de l'Òpera i Ballet de Noruega, i el teatre nacional de Noruega. L'edifici està situat al barri de Bjørvika a tocar del centre d'Oslo, a la capçalera del fiord d'Oslo. Depèn del Statsbygg, l'agència governamental que administra la propietat per al govern noruec. És l'edifici cultural construït més gran de Noruega des de la Catedral de Nidaros que es va completar al voltant de l'any 1300.
Es va inaugurar en 2008 i va ser dissenyada per l'estudi d'arquitectura noruec Snøhetta, autor d'altres projectes com l'ambaixada noruega a Berlín i la Bibliotheca Alexandrina a Alexandria, Egipte.
L'edifici va guanyar el premi del Festival Mundial d'Arquitectura a Barcelona el 2008 i el Premi d'Arquitectura Contemporània de la Unió Europea 2009.

## Història
La idea de dotar a Oslo la seva pròpia òpera es va llançar per primera vegada el 1917, durant la Primera Guerra Mundial, i l'armador Christoffer Hannevig es va oferir a finançar el projecte. Els plans van fracassar quan Hannevig va fer fallida. Es van fer nous intents de construir una òpera a Oslo tant a la dècada de 1920 com el 1946. El 1959, l'Òpera de Noruega va ser traslladada de les seves instal·lacions al Teatre Nacional al Folketeatret. El 1989, l'Òpera de Noruega va iniciar l'estudi d'un teatre d'òpera independent a Oslo. Després que es van presentar els plans de l'òpera, es va produir un debat públic intens que va consumir molt de temps sobre si s'hauria de construir una òpera a Oslo.
Els crítics van assenyalar el nivell de costos, les necessitats i l'expressió arquitectònica de l'edifici, i aquest debat va continuar després que va començar i es va obrir la construcció. Un article al Finansavisen va mostrar, entre altres coses, que cada visita al nou edifici serria subsidiada per l'estat en un total de més de 2,000 NOK,  quan s'inclouen els costos d'habitatge.
Juntament amb Snøhetta, l'equip del projecte va incloure a Theatre Projects Consultants (disseny teatral); Brekke Strand Akustikk i Arup Acoustic (Disseny acústic); Enginyeria Reinertsen, Ingenior Per Rasmussen, Erichsen & Horgen (Enginyers); Stagsbygg (Gerent de Projecte); Scandiaconsult (Contractista); l'empresa noruega, Veidekke (Construcció); i les instal·lacions d'art van ser realitzades per Kristian Blystad, Kalle Grude, Jorunn Sannes, Astrid Løvaas i Kirsten Wagle.
El 1999, el Storting va decidir que l'òpera hauria d'estar situada en Bjørvika, en lloc d'en Vestbanen, la qual cosa va ser rellevant després del tancament del trànsit de trens en 1989. El client era Statsbygg (la Direcció Noruega de Propietat i Construcció Pública), l'arquitecte Snøhetta AS i els contractes es van adjudicar a l'empresa constructora Veidekke. El pressupost original es va fixar en 3300 milions NOK en 1999, i es va elevar a 4.400 milions de NOK a l'inici de la construcció en 2003. L'edifici final va ser al voltant de 200 milions de NOK més barat.
El 1999, després d'un llarg debat nacional, el legislador noruec va decidir construir una nova òpera a la ciutat. Es va dur a terme un concurs de disseny i, de les 350 propostes rebudes, els jutges van triar la de Snøhetta. La construcció es va iniciar en 2003 i es va acabar en 2007, abans del previst i amb un cost de construcció (sense incloure el mobiliari) van ascendir a 4.356 milions de corones noruegues, que, al tipus de canvi de l'època, corresponien a aproximadament 548 milions d'euros.
A la gala d'obertura, el 12 d'abril de 2008 hi va assistir SM Rei Harald, la reina Margarida II de Dinamarca i la presidenta Tarja Halonen de Finlàndia i altres líders. Durant el primer any de funcionament, van passar 1,3 milions de persones per les portes de l'edifici.
L'òpera va guanyar el Premi de la cultura al World Architecture Festival a Barcelona l'octubre de 2008 i el Premi d'Arquitectura Contemporània Mies van der Rohe el 2009.

## Arquitectura
La nova òpera es considera el projecte cultural noruec més gran de la postguerra. L'edifici, inspirat en un iceberg a la deriva, va ser dissenyat i construït pel despatx d'arquitectura noruec Snøhetta ("barret de neu"), que ja havia dissenyat la nova Biblioteca d'Alexandria a Egipte, amb Christoph Kapeller com a cap de disseny i director de projecte. El teatre de l'òpera fa 110 metres d'amplada, 207 metres de llargada i té més de 1.100 sales interiors en una superfície de 38.500 metres quadrats. De les tres zones d'actuació, l'escenari principal és el més gran, amb 1.358 seients per al públic.
La Gran Sala és similar en forma, mida i estructura a la de la Semperoper de Dresden. Això era un requisit del client. La fusta de roure oliat de color fosc i profund domina l'interior de la sala. Alberga el canelobre més gran de Noruega, creat per Snøhetta en col·laboració amb Hadeland Glassverk. Té un diàmetre de set metres i pesa 8,5 tones; 8.500 LED's proporcionen la llum.
La façana de l'edifici està feta en un 90% de marbre blanc italià de Carrara i en un 10% de granit noruec, extret de Rennebu. Els principis arquitectònics van rebre elogis unànimes dels experts. El que sí que és controvertit, però, és l'ús massiu del tipus de marbre utilitzat, només per al qual es van gastar 57 milions de corones (aproximadament 6,4 milions d'euros). Fins i tot abans de la inauguració, una gran part de les 36.000 lloses de marbre s'havien tornat lleugerament grogues.
El 2009, l'estudi d'arquitectura va rebre el Premi Mies van der Rohe d'Arquitectura Europea pel seu disseny del teatre de l'òpera.

## L'edifici
L'edifici està dividit en dues parts per un carrer interior que el travessa de nord a sud. A l'oest, després de la plaça que serveix d'entrada, se situen les àrees per al públic consistents en foyer, cafeteria, restaurant, guarda-roba, els espais de servei, les sales d'assaig i un auditori principal amb una capacitat de 1.364 seients i dos espais d'actuació addicionals que poden integrar 200 i 400 seients. A la zona est es localitzen el moll de càrrega i descàrrega i, al voltant d'un pati enjardinat, les àrees d'administració i producció. L'estructura conté 1.100 sales en una superfície total de 38.500 m². L'etapa principal és 16 m d'ample i 40 m de profunditat. Les superfícies exteriors angulars de l'edifici estan cobertes de marbre de Carrara, (Itàlia) i granit blanc que donen la sensació d'elevar-se de l'aigua.
El sostre de l'edifici convida als vianants a caminar i gaudir de les vistes panoràmiques d'Oslo. Feta amb un disseny de Lovaas i Wagle que evoca patrons de teixits vells, gran part està cobert de granit blanc i La Facciata, un marbre de Carrara italià blanc. El disseny original incorporava en els panells perforacions per permetre l'entrada de llum i aire, i diferents mides de forats contribuirien a la dinàmica visual, però el vent hauria generat sorolls indesitjables en condicions de vent desfavorables i uns forats més grans deixarien entrar la pluja, i la solució final va ser treballar amb vuit mòduls repetits en relleu en lloc de perforar els panells, que es repeteixen fins fer un disseny. La torre està revestida d'alumini blanc.
El vestíbul està envoltat per finestres altes de 15 m amb enquadrament mínim i vidre especial que permet un màxim de vistes de l'aigua. El sostre està sostingut per columnes angulars primes dissenyades també per a no interferir amb les vistes.
Les superfícies interiors estan cobertes de roure per aportar caliu als espais en contrast amb la frescor del color blanc exterior. L'auditori principal té una forma de ferradura i està il·luminat per un llum de canelobre ovalat que conté 5.800 vidres fets a mà. Els seients inclouen monitors per al sistema de llibret electrònic, el que permet al públic seguir els llibrets d'òpera en noruec, en anglès, a més de la llengua original.

## Inauguració
El nou teatre de l'òpera va obrir les portes el dia 12 d'Abril de 2008. La cerimònia va ser retransmesa en directe per la televisió noruega i celebrada a tot el país com un gran esdeveniment cultural. La cancellera alemanya, Angela Merkel, també va viatjar a la inauguració davant de gairebé 1.400 convidats. Va observar els esdeveniments juntament amb el rei Harald V, la reina Sonja, representants de les cases reials de Dinamarca i Suècia i els primers ministres d'Islàndia i Finlàndia com a convidats d'honor. La gala d'inauguració va comptar amb 20 solistes vocals i 60 ballarins; Entre altres coses, es van interpretar fragments de l'òpera L'holandès errant de Richard Wagner. Com que la complicada tecnologia escènica no es va poder instal·lar a temps, l'òpera La volta al món en 80 dies de la compositora noruega Gisle Kverndokk, originalment encarregada per a la nit d'estrena, es va haver d'ajornar més d'un any.
El nombre de visitants de l'Òpera d'Oslo ha augmentat significativament des que es va mudar a la nova ubicació, fins al punt que totes les representacions s'esgoten al començament de la temporada. També hi ha hagut molts visitants que només volien veure i caminar sobre el sostre de l'edifici en si, i el sostre ha estat escenari de diversos esdeveniments a l'aire lliure. En el primer aniversari el 12 d'abril de 2009, 1,3 milions de persones havien visitat el Bjørvika, la qual cosa la va convertir en la destinació turística més visitada d'Oslo. L'edifici ha rebut nombrosos premis i va ser protegit per la Junta del Patrimoni Nacional el 15 de novembre de 2012. En un informe de la Universitat Noruega de Ciència i Tecnologia, s'estima que els costos de l'òpera durant els primers 40 anys en el nou edifici seran aproximadament 17 mil milions, més alts que si continués al Folketeateret a Youngstorget.

## Art
Diversos projectes d'art van ser encarregats per a l'interior i l'exterior de l'òpera. El més notable és Ella Lies, una escultura construïda de panells d'acer inoxidable i vidre per Monica Bonvicini. Està instal·lada de forma permanent en una plataforma de formigó al fiord adjacent a l'òpera i flota sobre l'aigua, seguint els moviments de les marees i el vent, per crear una imatge sempre canviant als espectadors. L'obra va ser inaugurada per la reina Sònia de Noruega l'11 de maig del 2010.
Un panell de paret perforada que cobreix el sostre i recolza al vestíbul va ser dissenyat per Olafur Eliasson. Compta amb una obertura hexagonal i s'il·lumina des de baix i enrere per crear la il·lusió d'una fusió del gel. Altres artistes que van participar en la construcció inclouen Kristian Blystad, Jorunn Sannes i Kalle Grude, que va dissenyar la forma de les llambordes al pati i al sostre; Bodil Furu i Trine Lise Nedreaas, que van crear un projecte de cinema i vídeo; Mart Aas, Talleiv Taro Manum, Tom Sandberg, Gerd Tinglum i Nina Witoszek Fitzpatrick, que van crear el llibre d'art Site Seeing; i Linus Elmes i Ludvig Löfgren, que van crear la primera pedra La cortina de l'escenari principal és el treball de Pae White que la va dissenyar perquè sembles paper d'alumini arrugat.

## Galeria d'imatges

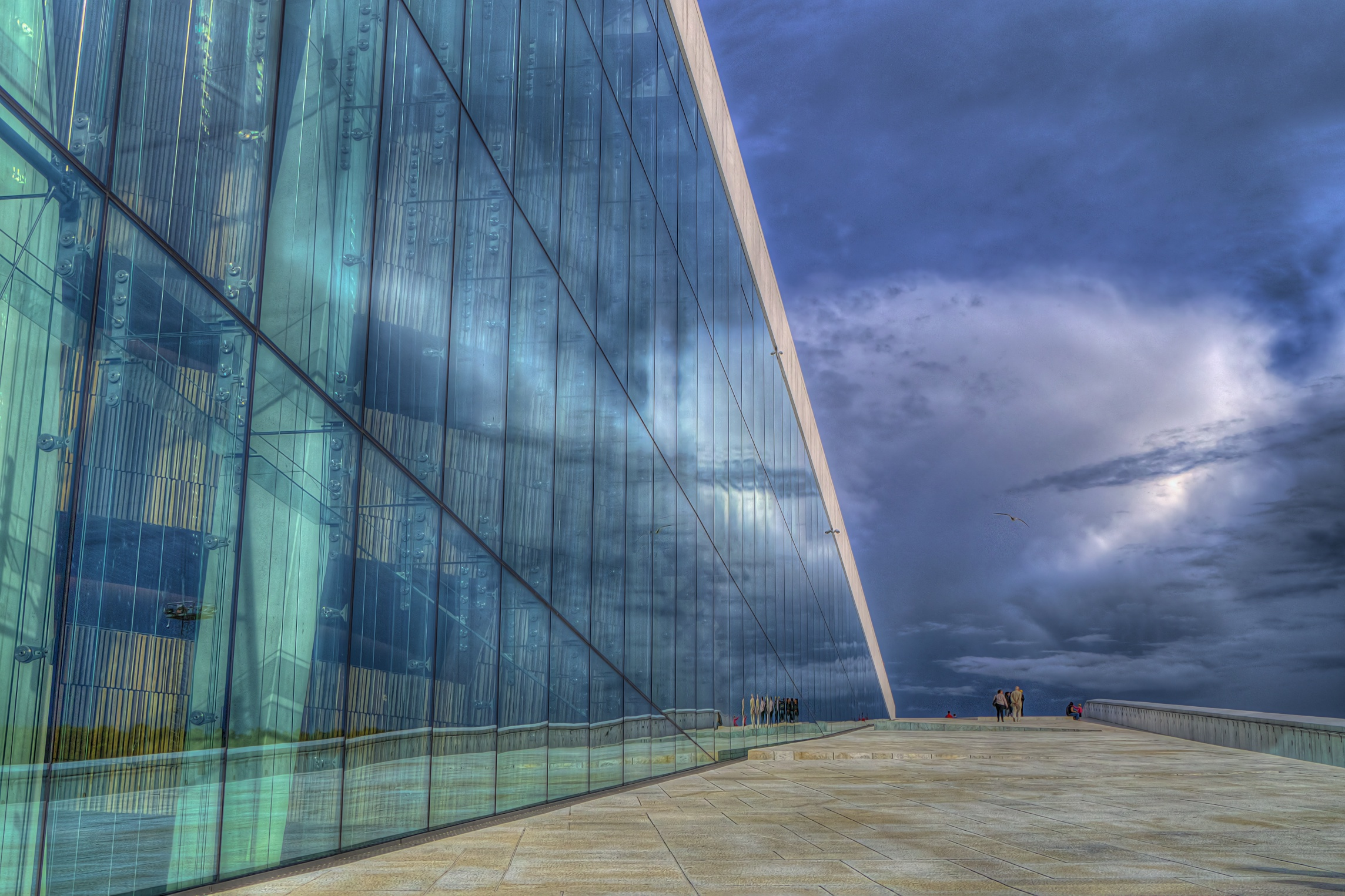
Exterior de l'Òpera d'Oslo
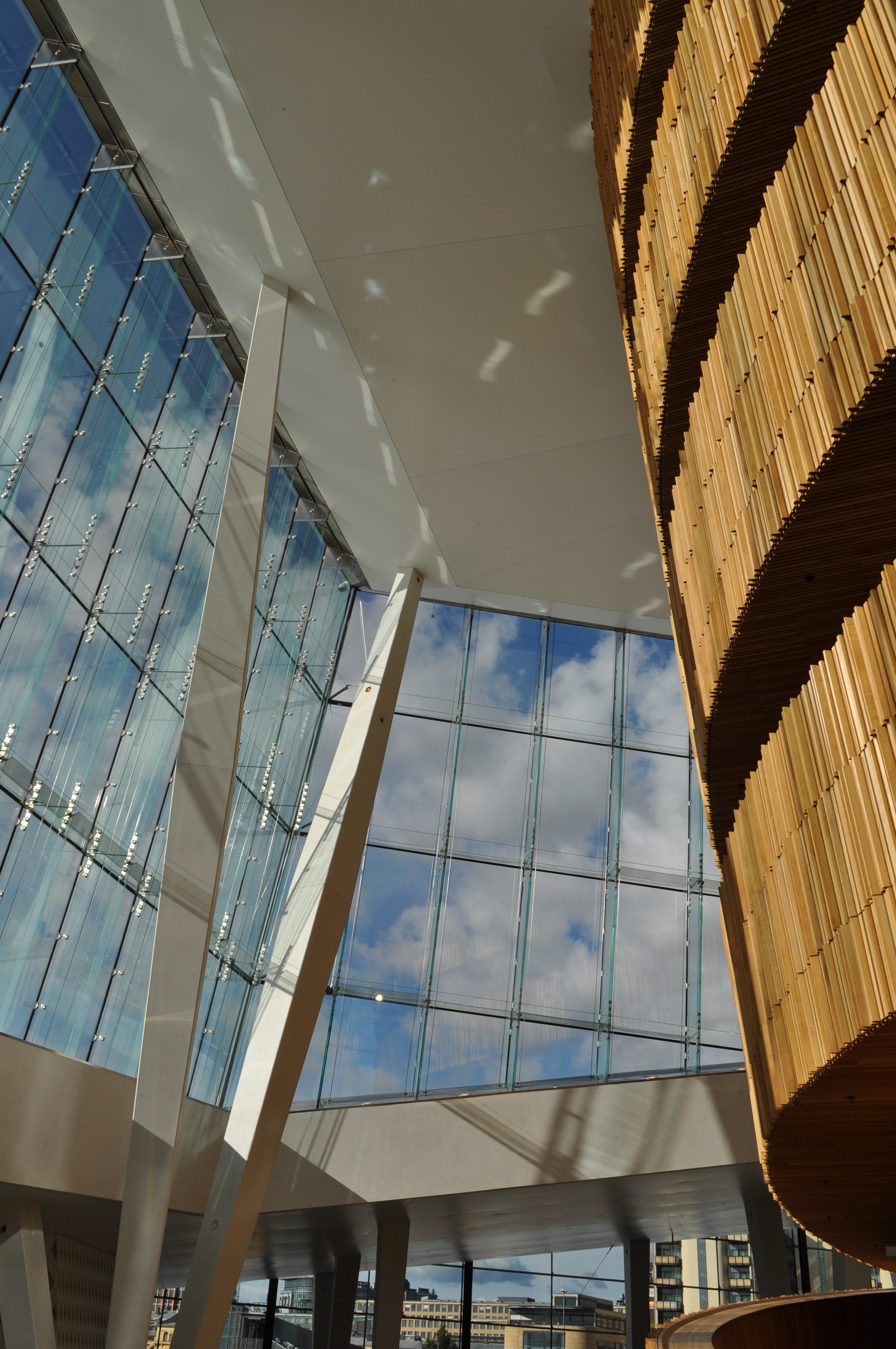
Interior de l'Òpera d'Oslo
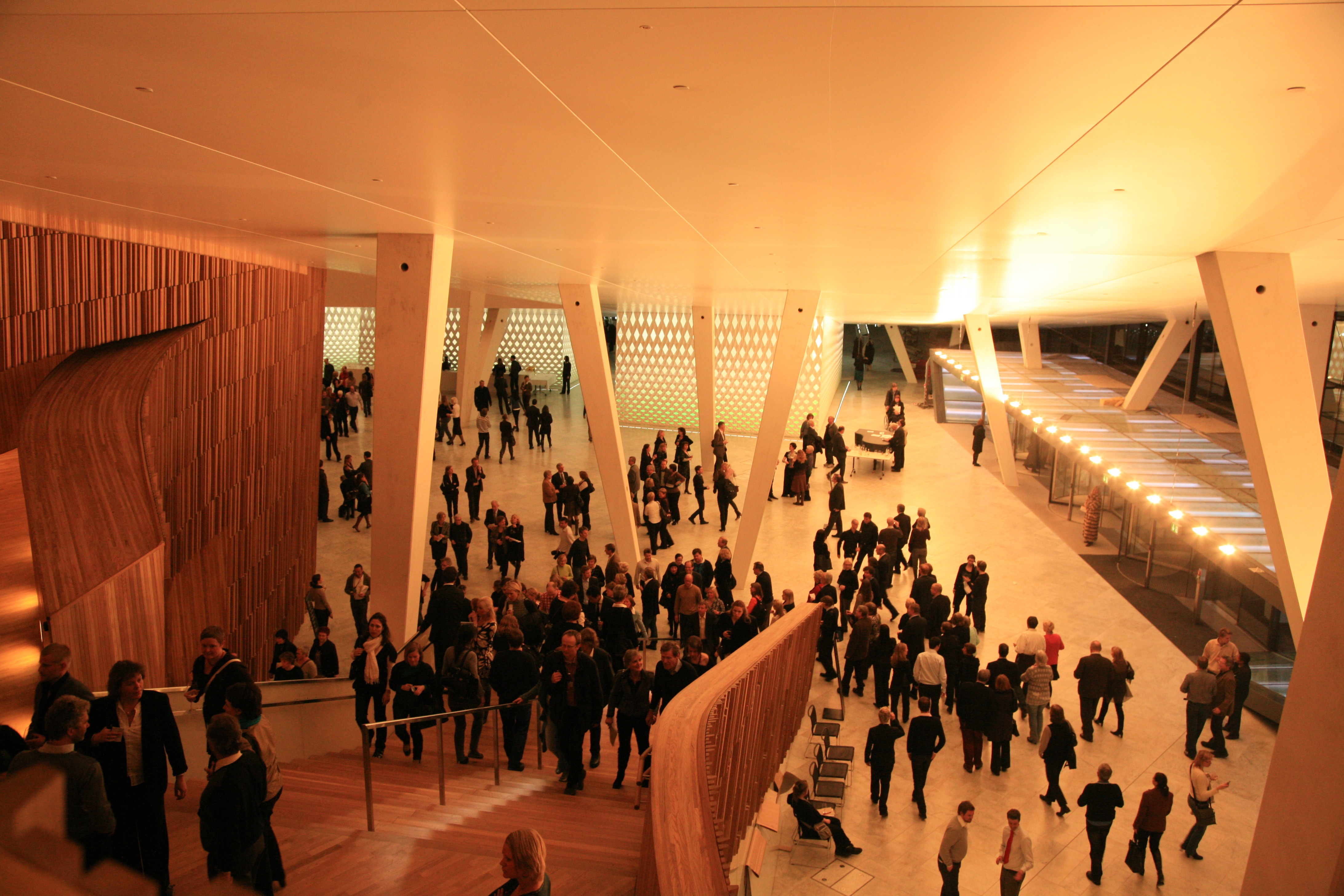
La audiència pujant les escales del vestíbul.
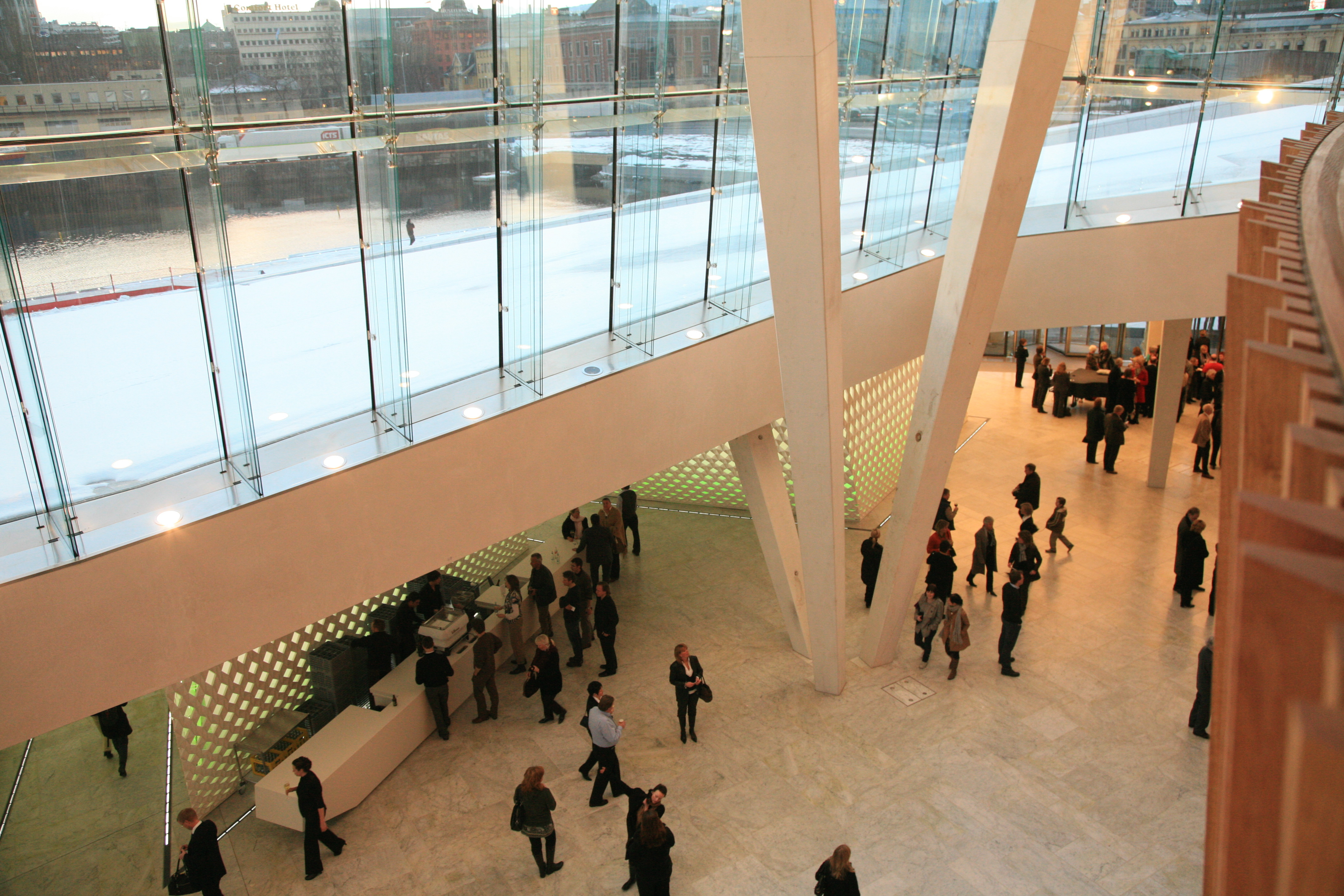
El vestíbul vist des d'un balcó.
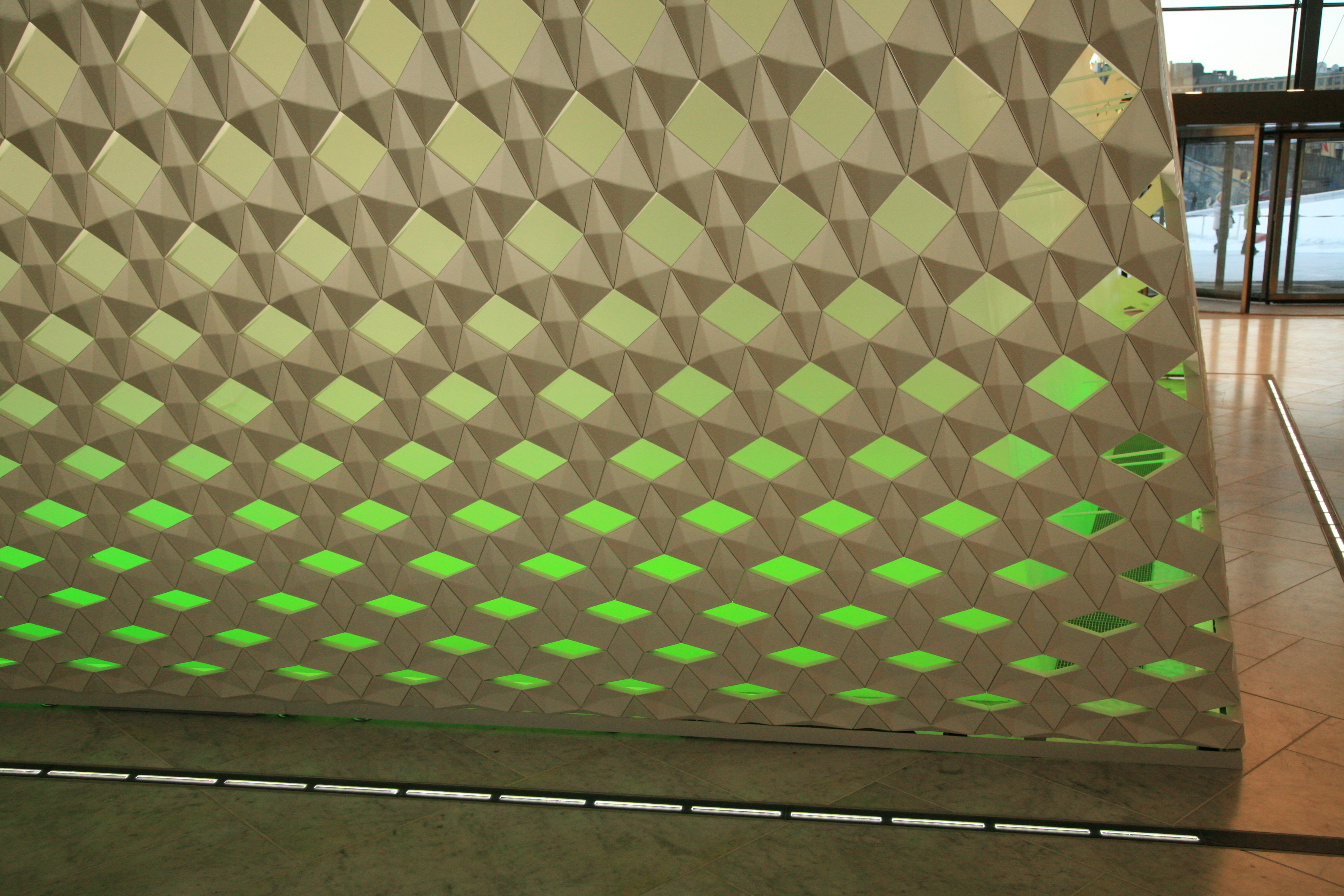
La decoració de Olafur Eliasson.
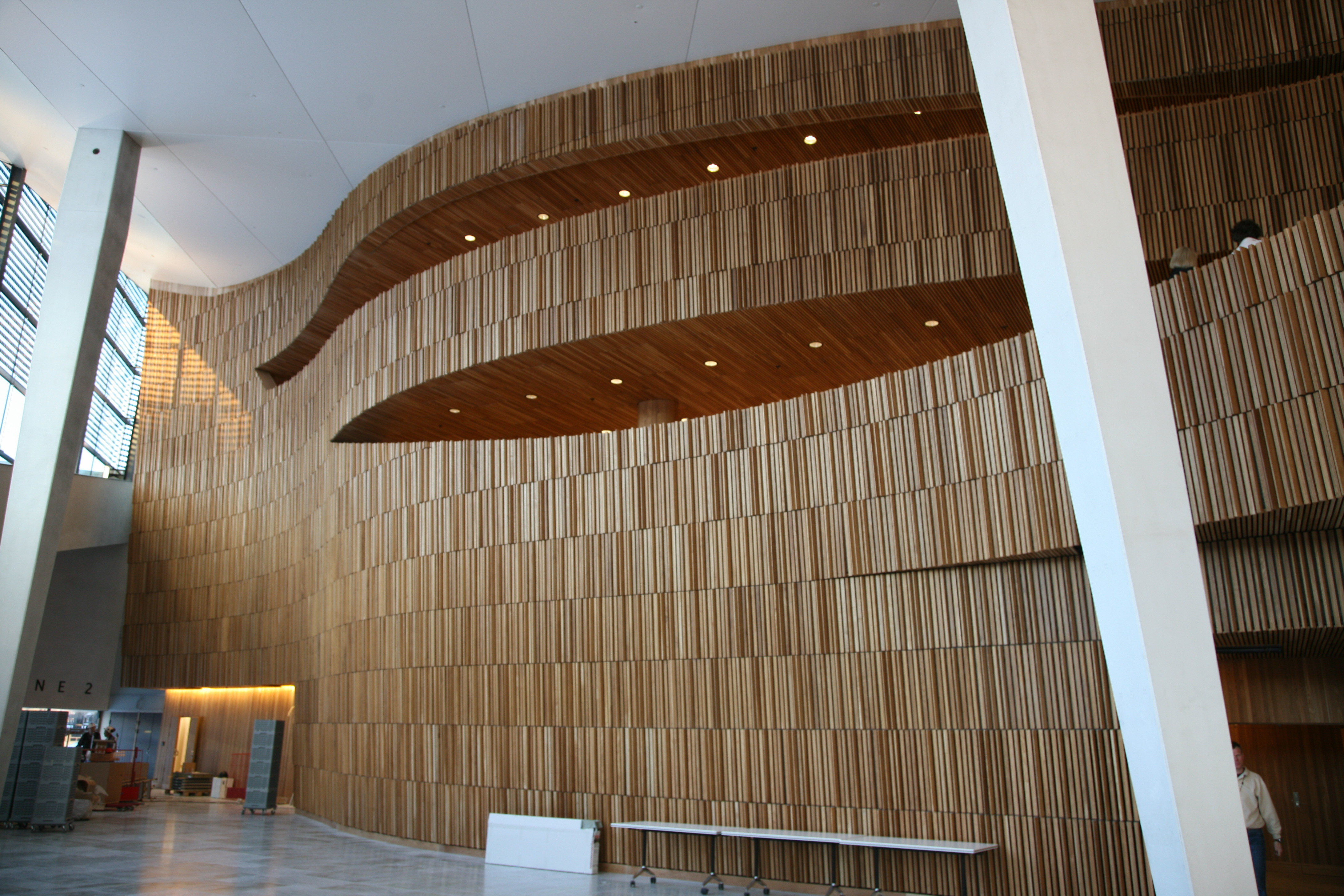
Paret de fusta.

## Programació
La programació d´esdeveniments d´aquesta institució inclou òperes, concerts i ballets, principalment. Per exemple, al juny de 2024 estan inclosos: L'òpera The Seven Deadly Sins, el concert de cambra Dohnányi and Mozart, el ballet MATS EK: She Was Black + A Sort Of, l'òpera per a nens Amor's Ease, L'òpera i concert Candide, la dansa Kvääniteatteri: Nagelhus Schia Productions: In C, el concert What a voice! Oslo Pride 50 years, l'òpera KHiO/Operahøgskolen: Orpheus, el concert Vivaldi Recomposed: Daniel Hope and Orchestra l'art del mondo, l'òpera barroca Ernelinde, la dansa de Jo Strømgren Kompani Kompani Made in Oslo.